# Gens (emulador)

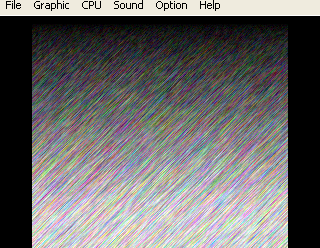
Interface do emulador Gens.

Gens é o um emulador do antigo console Mega Drive. Ele possui muitas ferramentas especiais que contribuem para melhorar a qualidade dos jogos, como a possibilidade de salvar uma parte específica de um jogo em um arquivo em seu PC, para, quando desejado, retomar ao ponto salvo (isso possibilita ao usuário salvar uma parte difícil de um jogo para possuir infinitas tentativas/vidas). O software permite inclusive a alteração do tempo de jogo, geralmente utilizado para pular certas partes consideradas "chatas" pelos jogadores, para fazê-lo o usuário precisa pressionar a tecla F4 do teclado, tornando assim o jogo mais rápido. A velocidade continua a aumentar cada vez que F4 é pressionado, para retomar a velocidade normal do jogo é necessário pressionar F2.

## Jogadores
Gens permite jogos de 2 jogadores (em um mesmo teclado. Para isso dispõe dos mesmos comandos dos jogadores 1 para os jogadores 2, no entanto as setas direcionais são as teclas "G", "H", "J" e "Y", e os controles do player 1 ("enter", "A", "S", "D", "Z", "X", "C") são respectivamente "U", "K", "L", "M", "I", "O" e "P". Este é o padrão, contudo, é possível configurar as teclas como desejado para facilitar que ambos os jogadores consigam jogar no mesmo teclado.